# Estádio Nacional 12 de Julho
L'Estádio Nacional 12 de Julho és un estadi de múltiples usos a São Tomé, São Tomé i Príncipe situat a l'Avenida das Nações Unidas. L'edifici està classificat com a patrimoni d'influència i origen portuguès (Sistema de Informação para o Património Arquitectónico). Actualment s'utilitza principalment per a futbol. L'estadi té una capacitat de 6.500 espectadors i la mida del camp és de 105 × 68 m.

## Sobre l'estadi
L'estadi és el camp local dels clubs Andorinha, Sporting Praia Cruz i Sporting São Tomé; altres clubs que juguen a l'estadi són  Vitória Riboque, Agrosport i 6 de Setembro. Els antics clubs que van jugar a l'estadi van ser els Porto de Folha Fede que van jugar un cop com a Porto de São Tomé.
L'estadi té llums esportives fetes d'acer usat per a torres d'antenes. Els seus interiors i exteriors són de color rosa amb la seva secció d'entrada color taronja i amb els seus exteriors blaus. Abans de les seves últimes renovacions el 2015, la secció d'entrada era de color rosa i tenia columnes blanques i llunes marrons. Les seves portes són d'estil neoclàssic amb una barreja d'estils arquitectònics nord-mediterranis, la resta són modernistes.

## Història
L'estadi va ser construït al voltant dels anys vint com un camp de futbol. L'edifici es va inaugurar a la dècada de 1930 i es va expandir al voltant dels anys 50 durant la dominació portuguesa. És el primer estadi de futbol del país. L'estadi va ser renovat el 2002 i es va ampliar el 2003.
Es van produir nombroses finals de campionat nacional a l'estadi, el recent va ser el segon partit l'any 2016. A més, es van produir nombroses final de copa nacional a l'estadi amb l'última celebrada el 2016.
Es va jugar a la competició de futbol continental a l'estadi, incloent la Lliga de Campions de la Confederació Africana de Futbol de 2014, ja que Sporting Praia Cruz es va retirar, l'edició 2016 no va jugar.